# Белых, Владимир Сергеевич
Влади́мир Серге́евич Белы́х (род. 28 февраля 1952, г. Петропавловск, Северо-Казахстанская область) — советский и российский учёный-правовед, специалист в области предпринимательского права, доктор юридических наук, профессор УрГЮУ имени В.Ф. Яковлева, заслуженный деятель науки Российской Федерации. Индекс Хирша — 35.

## Биография
Владимир Сергеевич родился в 1952 году, после окончания Свердловского юридического института в 1977 году он поступил в очную аспирантуру на кафедру хозяйственного права. В 1980 году защитил кандидатскую диссертацию на тему «Гражданско-правовое обеспечение качества поставляемых машин и оборудования». В 1994 году успешно защитил докторскую диссертацию на тему «Правовое обеспечение качества продукции, работ и услуг». В 1995 году профессор В.C. Белых был избран на должность заведующего кафедрой хозяйственного права (в настоящее время —  кафедра предпринимательского права). В 2001 году он был назначен на должность директора Института права и предпринимательства УрГЮУ.
Профессор В.С. Белых, работая в Уральском государственном юридическом университете 40 лет, проявил себя крупным ученым, талантливым педагогом и организатором. Является известным ученым в области правового регулирования предпринимательской деятельности. Им создана современная теория предпринимательского права как комплексного правового образования, сочетающего нормы частного и публичного права, научная школа ученых, исследующих проблемы предпринимательского, биржевого, конкурсного, налогового, страхового права. Результаты его теоретических исследований положены в основу учебных дисциплин «Предпринимательское право», «Биржевое право», «Страховое право», «Конкурсное право». Его ученики работают преподавателями вузов, сотрудниками отраслевых институтов, юрисконсультами, адвокатами, судьями, ответственными работниками органов законодательной и исполнительной власти, местного самоуправления в разных городах и регионах России.
В.С. Белых поддерживает тесную связь с практикой. Он является судьёй Третейского суда при Торгово-промышленной палате РФ, арбитр Международного коммерческого арбитражного суда при ТПП РФ, арбитр Третейского суда при Торговой палате и Аграрной палате Чешской Республики. Является экспертом Конституционного Суда РФ, Комитета по конституционному законодательству Совета Федерации РФ.
В 2007 г. он возглавлял рабочую группу по подготовке концепции и подробной структуры Единого транспортного кодекса РФ (по заданию Минтранса), в 2008 г. руководил рабочей группой по подготовке проекта федерального закона «Об управлении собственностью» (открытый конкурс организован Правительством Свердловской области»), в 2010 г. руководил рабочей группой по подготовке отчета о научно-исследовательской работе на тему « Исследование вопросов оптимизации затрат денежных средств должника, осуществляемых в процедурах, применяемых в деле о банкротстве» (по заданию ФНС России). В 2013-2014 годах В.С. Белых принимал участие в разработке концепции и примерной структуры Предпринимательского кодекса Республики Казахстан.

## Научная деятельность
Подготовил 43 кандидата и 7 докторов наук. Автор более 400 научных работ, в том числе монографий, учебных пособий и учебников.

## Основные научные труды
- Белых В.С. Банковское право: учебник  / В.С. Белых, Б.Ю. Дорофеев, С.И. Виниченко / Отв. ред. В.С. Белых. – М.: Проспект. 2011. – 696 с.;
- Белых В.С. Транспортное законодательство России и зарубежных государств, ЕС, ШОС, ЕврАзЭС: учебное пособие. – М.: Проспект, 2009.;
- Белых В.С. Страховое право России: учебное пособие / В.С. Белых, И.В. Кривошеев, И.А. Митричев / Отв. ред. В.С. Белых. – М.: Норма, 2009. – 352 с.;
- Белых В.С. Гражданско-правовое обеспечение качества продукции, работ и услуг: сборник науч. трудов. – Екатеринбург, 2007. – 300 с.;
- Белых В.С. Предпринимательское право России: учебник  /  В.С. Белых, Г.Э. Берсункаев, С.И. Винниченко / Отв. ред. В.С. Белых. – М., 2006.;
- Белых В.С. Правовое регулирование предпринимательской деятельности в России: монография. – М., 2005.;
- Белых В.С. Налоговое право России: учебный курс / В.С. Белых, Д.В. Винницкий. – М.: Норма. 2004. – 320 с.;
- Белых В.С. Правовое регулирование цен и ценообразования в Российской Федерации: учебно-практическое пособие / В.С. Белых, С.И. Виниченко. – М.: Норма, 2002. – 224 с.;
- Белых В.С. Правовые основы несостоятельности (банкротства): учебно-практическое пособие / В.С. Белых, А. А. Дубинчин, М.Л. Скуратовский. – М.: Инфра-М, Норма, 2001. – 320 с.;
- Белых В.С. Биржевое право: учебный курс / В.С. Белых, С.И. Виниченко. – М.: Инфра-М, Норма. 2001. – 185 с.

## Награды и признание
- Почётный адвокат России (2006);
- Почётный работник высшего профессионального образования Российской Федерации (2006);
- Заслуженный деятель науки Российской Федерации (2008).